# Лякина, Тамара Ивановна
Тамара Ивановна Лякина (род. 16 октября 1939, Тула) — советская и российская театральная актриса и педагог, народная артистка РСФСР (1992).

## Биография
Тамара Лякина родилась 16 октября 1939 года в Туле. В детстве посещала студию «Красные орлята» при Тульском Дворце пионеров и школьников, где познакомилась с Вячеславом Невинным. Окончив среднюю школу, он стал студентом Школы-студии МХАТ, и Тамара Лякина решила пойти по его стопам.
В 1956—1960 году училась в ГИТИСе (курс В. А. Орлова, Б. И. Равенских). После окончания была принята в Московский драматический театр имени А. С. Пушкина, где стала одной из ведущих актрис. За более чем полвека на сцене театра сыграла около 60 ролей.
С 1987 года преподаёт в Высшем театральном училище им. М. С. Щепкина, профессор кафедры театрального искусства, готовит кадры для театров национальных республик (Горноалтайская, Чувашская, Мордовская, Башкирская, Калмыцкая студии).
За годы педагогической деятельности осуществила постановку дипломных спектаклей:
- 1989 — «Кабанчик» В. Розов
- 1993 — «На бойком месте» А. Н. Островский
- 1997 — «Цилиндр» Э. Де Филиппо
- 2002 — «Дни нашей жизни» Л. Андреев
- 2003 — «Ложь на длинных ногах» Э. Де Филиппо
- 2006 — «Шоколадный солдатик» Б. Шоу

### Семья
- Муж — актёр Юрий Горобец (1932—2022), народный артист России.
- Дочь — Елена, окончила театроведческий факультет, работает в пресс-службе МТФ им. А. П. Чехова.

## Награды и премии
- Заслуженная артистка РСФСР (8 декабря 1978 года).
- Народная артистка РСФСР (3 февраля 1992 года) — за большие заслуги в области театрального искусства[1].
- Орден «За заслуги в культуре и искусстве» (31 июля 2025 года) — за большой вклад в развитие отечественной культуры и искусства, многолетнюю плодотворную деятельность[2].
- Орден Почёта (19 февраля 2001 года) — за большой вклад в развитие театрального искусства[3].
- Знак отличия «За безупречную службу городу Москве» L лет (21 августа 2014 года) — за многолетнюю плодотворную деятельность на благо города Москвы и его жителей[4]

## Творчество

### Работы в театре
- «Деревья умирают стоя» А. Касоны — Фелиса
- «Доктор Вера» Б. Полевого — Вера
- «Драматическая песня» Б. Равенских, М. Анчарова — Рита Устинович
- «Дни нашей жизни» Л. Андреева — Оль-Оль
- «Дети солнца» М. Горького — Мелания
- «Пятый десяток» А. Белинского — Екатерина Александровна Ёлочкина
- «Крик» В. Мережко — Мария
- «Ревизор» Н. В. Гоголя — Анна Андреевна
- «Старомодная комедия» А. Арбузова — Она
- «Бесприданница» А. Островского — Огудалова
- «Поднятая целина» по М. Шолохову — Варюха-Горюха
- «Свиные хвостики» Я. Дитла — Вендулка
- «День рождения Терезы» Г. Мдивани — Альфа
- «Разорванный рубль» С. Антонова, О. Ремеза — Маруся
- «Зыковы» М. Горького — Софья
- «Романьола» Л. Скуарцины — Чечилия
- «Ночью без звёзд» А. Штейна — Елена
- «Мораль пани Дульской» Г. Запольской — Ганка
- «Иванов катер» Б. Васильева — Еленка
- «Ждём человека» Р. Солнцева — старуха
- «Кафедра» В. Врублевской — Барвинская
- «Протокол одного заседания» А. Гельмана — Миленина
- «Каменное гнездо» Х. Вуолийоки — Илона
- «Мотивы» М. Ворфоломеева — Евгения
- «Подонки» Я. Гловацкого — зам. директора
- «Пациентка» Т. Кемпински — Стефани Абрахамс
- «Народный Малахий» М. Кулиша — Тарасовна
- «Где любезная моя?» А. Островского — сваха
- «Светит, да не греет» А. Островского, В. Соловьёва — Залешина
- «Красотки кабаре» А. Белинского — Субретка
- «Летиция и дурман» П. Шеффера — Лотта
- «Торжество любви» Мариво — Леонтина
- «Призраки» Э. де Филиппо — Армида
- «Ревизор» Н. В. Гоголя — Анна Андреевна
- «Русские комедии» А. П. Чехова — Мерчуткина
- «Сочная вырезка для фрекен Авсениус» С. Огорда — Ирене Авсениус
- «Похождения Бальзаминова» по пьесам А. Н. Островского — Акулина Гавриловна
- «Повести Белкина» по А. С. Пушкину — К. И. Т., девица
- «Дамский портной» по пьесе Жоржа Фейдо — мадам Эгревиль
- «Кошки-мышки» Иштвана Эркеня — Эржбет Орбан

### Фильмография
1. 1970 — Зыковы — Софья
2. 1971 — Дни нашей жизни — Ольга Николаевна
3. 1971 — Поднятая целина(телеспектакль) — Варюха
4. 1993 — Чёрный аист (Беларусь) — эпизод